# Chiayi
Chiayi (também romanizado como Jiayi), oficialmente conhecida como Cidade de Chiayi (chinês tradicional: 嘉義市Wade–Giles: Chia-i Shih), é uma cidade provincial localizada nas planícies do sudoeste de Taiwan.

Anteriormente chamada Kagee durante a dinastia Qing e Kagi durante a era japonesa (todos usando os mesmos personagens 嘉義), seu nome histórico é Tirosen. A cidade tem uma população de cerca de 270 mil habitantes.

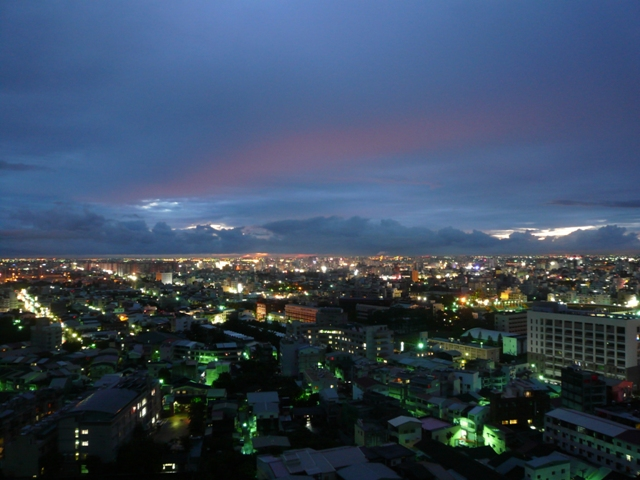
Vista de Chiayi